# Oxypetalum melinioides
Oxypetalum melinioides är en oleanderväxtart som beskrevs av Goyder. Oxypetalum melinioides ingår i släktet Oxypetalum och familjen oleanderväxter. Inga underarter finns listade i Catalogue of Life.